# The Turtles
The Turtles – amerykański zespół grający muzykę pop i folk-rock, grający w latach 1965–1970 i od 1984 roku aż do dziś. Zasłynął utworem „Happy Together” z 1967 roku - pierwsze miejsce na amerykańskiej liście przebojów, 12. w Wielkiej Brytanii.

## Członkowie
- Howard Kaylan
- Mark Volman
- Don Murray
- Joel Larson
- John Barbata
- Chip Douglas
- Jim Pons
- Al Nichol
- Jim Tucker
- Chuck Portz
- John Seiter

## Dyskografia
- Out of Control (as The Crossfires) (1963)
- It Ain't Me Babe (1965)
- You Baby (1966)
- Happy Together (1967)
- The Turtles Present the Battle of the Bands (1968)
- Turtle Soup (1969)
- Wooden Head (1969)